# Galata (bande dessinée)
Pour les articles homonymes, voir Galata (homonymie).
Galata  est une série de bande dessinée parue en 2005-2006 et comportant deux tomes publiés chez Les Humanoïdes Associés.

## Auteurs
- Scénario : Fred Le Berre et Alain Paris
- Dessins : Stefano Palumbo

## Synopsis
Polar historique qui se déroule à Istanbul dans le quartier de Galata au XVIe siècle.
Ogier de Murol, ancien chevalier ayant servi l'ordre teutonique, est nommé prévôt de Galata, un quartier d'Istanbul. Alors qu'il se trouve à bord du navire vénitien l'"Ange de Céphalonie", un inoffensif poète et humaniste, Pierre La Forest, est retrouvé assassiné. Ce qui préoccupe le capitaine Ogier, c'est qu'il avait fait l'échange de sa cabine pour la nuit avec la victime. Il est donc convaincu que c'était lui la cible.
Il porte ses accusations contre du fils du Doge de Venise, ce qui lui vaut une nouvelle tentative d'assassinat, par empoisonnement cette fois. Et il découvre que la victime n'était pas si fortuite qu'il paraissait de prime abord. Son enquête le conduit à un certain Kepen, un allié des Valaques...
Il est aidé dans par deux précieux alliés, l'ancien chevalier teutonique Conrad et le jeune Garofette, un inventeur assez astucieux et qui se trouve être également le neveu d'un des grands notables de Galata.

## Albums
Les Humanoïdes Associés coll. « Dédales »
- Le Poète assassiné (2005)
- L’Ermite des Météores (2006)